# Čestín
Čestín là một làng thuộc huyện Kutná Hora, vùng Středočeský, Cộng hòa Séc.